# Централна банка Кубе
Централна банка Кубе (шп. Banco Central de Cuba) је централна банка Кубе, која се налази у граду Хавани. Основана је 1997. године као наследница Националне банке Кубе (шп. Banco Nacional de Cuba) која је основана 1948. године.
Од 1959. до 1961. године, председник Националне банке Кубе је био Че Гевара.